# Borino, Nordmakedonien
Borino (makedonska: Борино) är en ort i Nordmakedonien. Den ligger i kommunen Kruševo, i den centrala delen av landet, 60 kilometer söder om huvudstaden Skopje. Borino ligger 696 meter över havet och antalet invånare är 474.